# Toft Hill (Durham)
Toft Hill – wieś w Anglii, w hrabstwie Durham. Leży 19 km na południowy zachód od miasta Durham i 366 km na północ od Londynu.